# Pausandra morisiana
Pausandra morisiana là một loài thực vật có hoa trong họ Đại kích. Loài này được (Casar.) Radlk. mô tả khoa học đầu tiên năm 1870.

## Hình ảnh

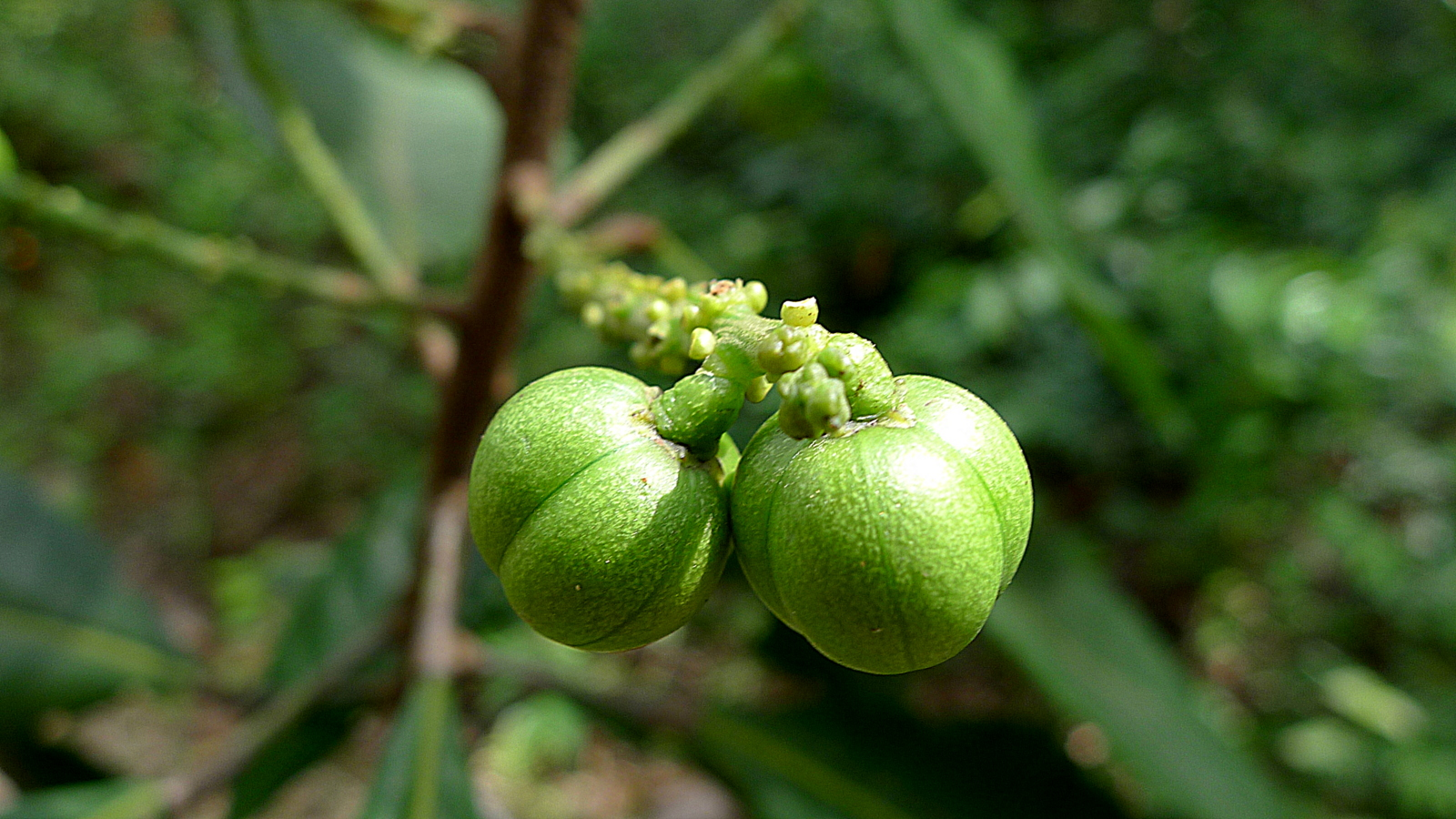
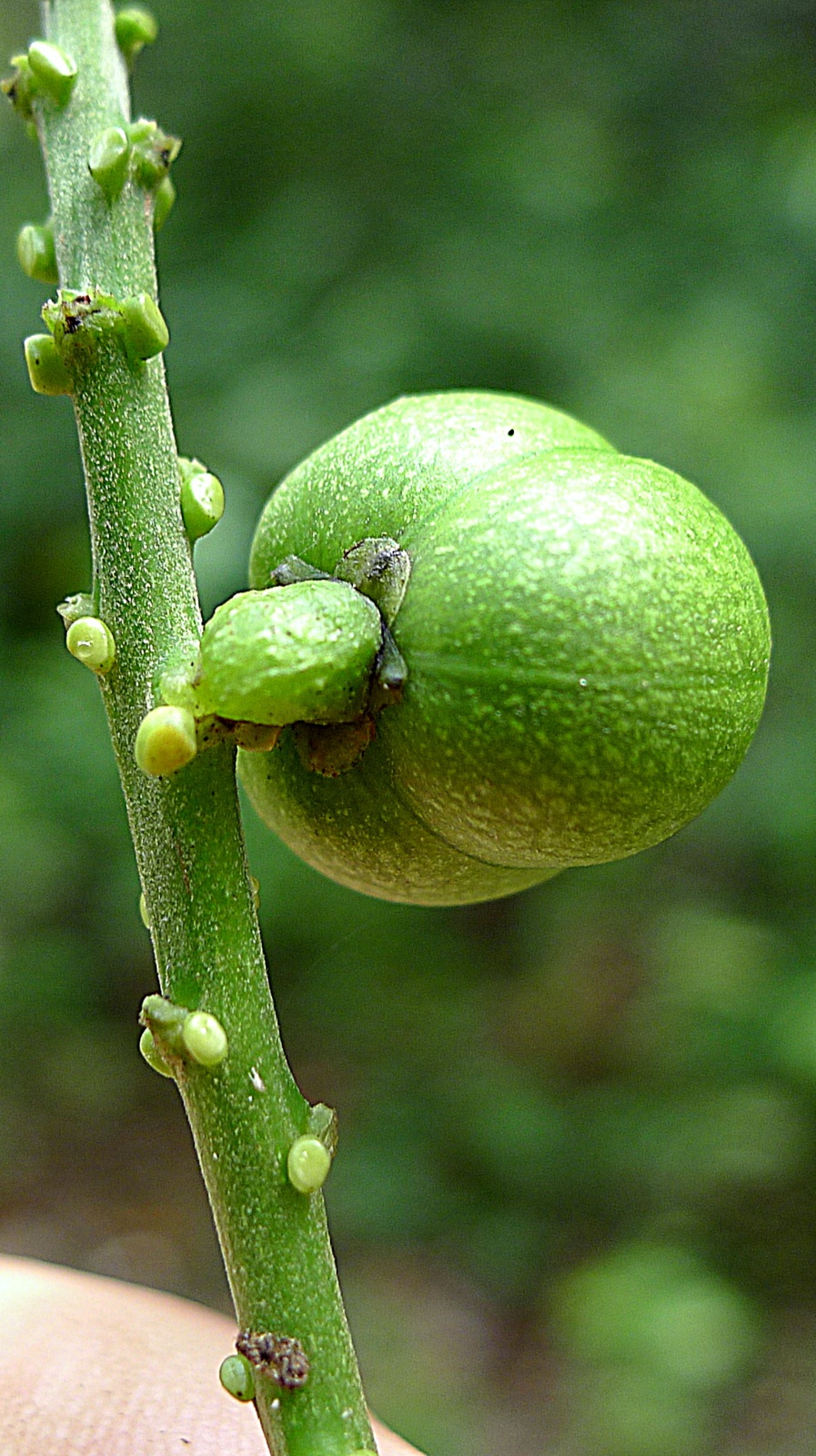
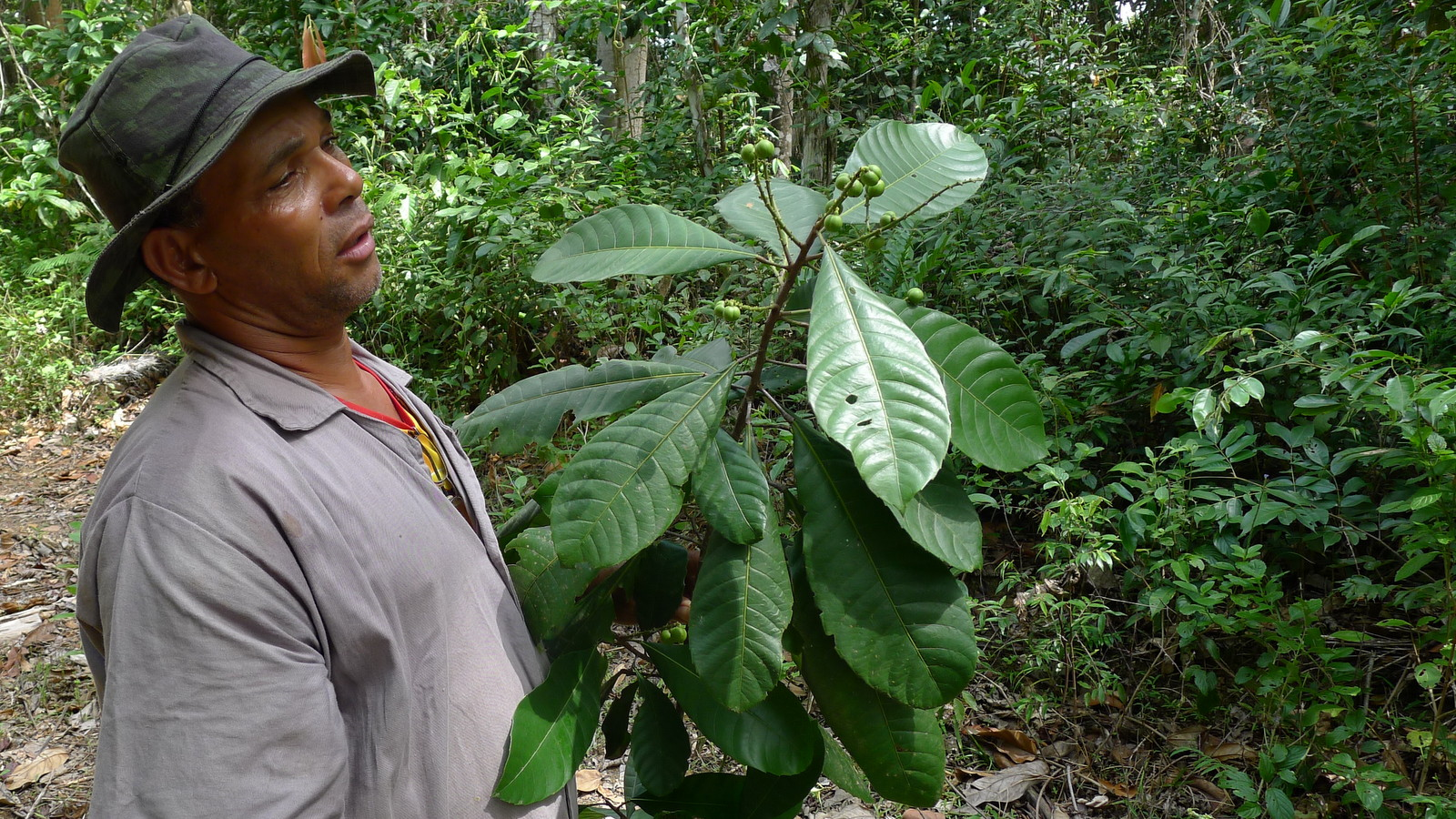
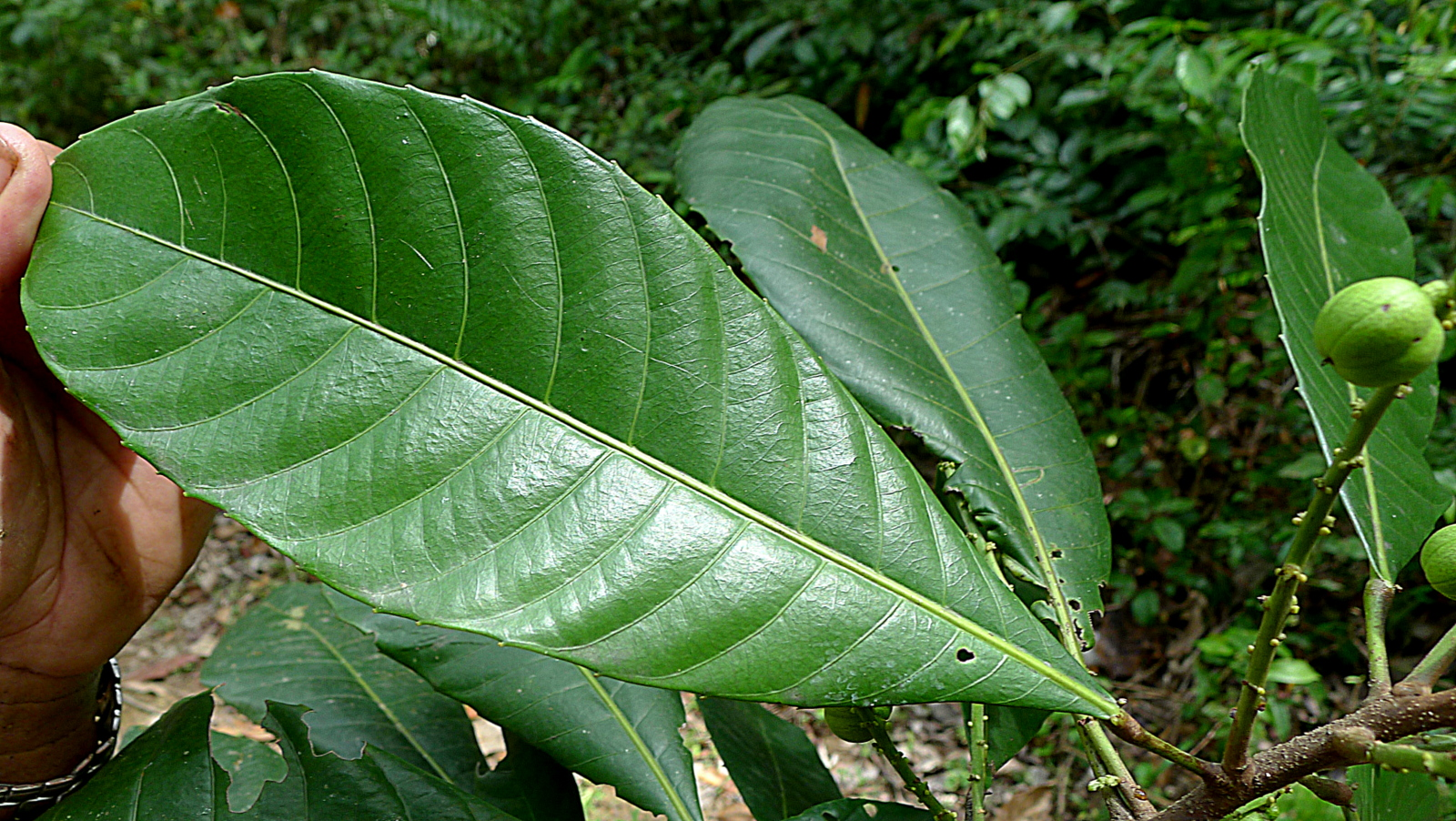